# Astromesites compactus
Astromesites compactus är en sjöstjärneart som beskrevs av Fisher 1913. Astromesites compactus ingår i släktet Astromesites och familjen kamsjöstjärnor.
Artens utbredningsområde är havet kring Nya Zeeland. Inga underarter finns listade i Catalogue of Life.